# Armando Barcellos
Armando Luís Barcellos da Silva (Niterói, 6 februari 1966) is een Braziliaans triatleet. Hij nam eenmaal deel aan de Olympische Spelen, maar won bij die gelegenheid geen medaille.
Barcellos deed in 2000 mee aan de eerste triatlon op de Olympische Zomerspelen van Sydney. Hij behaalde de 39e plaats in een tijd van 1:53.42,63. 

## Palmares

### triatlon
- 1994: 20e Ironman Hawaï - 8:59.27
- 1999: 4e Pan-Amerikaanse Spelen in Winnipeg - 1:49.48
- 2000: 4e Fast triatlon
- 2000: 39e Olympische Spelen van Sydney - 1:53.44,9